# Dva Fjodora
Dva Fjodora (russisk: Два Фёдора) er en sovjetisk spillefilm fra 1958 af Marlen Khutsiev.

## Medvirkende
- Vasilij Sjuksjin som Fjodor
- Nikolaj Tjursin
- Tamara Sjomina som Natasja
- Ivan Poletajev som Ivan
- Marija Sjamanskaja